# Serdang Jaya
Serdang Jaya is een bestuurslaag in het regentschap Tanjung Jabung Barat van de provincie Jambi, Indonesië. Serdang Jaya telt 5891 inwoners (volkstelling 2010).